# بروس مكندلز
بروس مكندلز (بالإنجليزية: Bruce McCandless)‏ هو ضابط أمريكي، ولد في 12 أغسطس 1911 في واشنطن العاصمة في الولايات المتحدة، وتوفي في 24 يناير 1968.